# Anastázie (film, 1986)
Anastázie (v anglickém originále Anastasia: The Mystery of Anna) je americko-rakousko-italský dramatický film z roku 1986. Režisérem filmu je Marvin J. Chomsky. Hlavní role ve filmu ztvárnili Amy Irving, Olivia de Havilland, Rex Harrison, Jan Niklas a Nicolas Surovy.

## Ocenění
Olivia de Havilland a Jan Niklas získali za své role v tomto filmu Zlatý glóbus. Film také získal dvě ceny Emmy za nejlepší hudbu a kostýmy. Amy Irving byla za svou roli ve filmu nominována na Zlatý glóbus. Olivia de Havilland byla dále nominována na cenu Emmy. Film byl dále nominován na Zlatý glóbus v kategorii nejlepší seriál, minisérie nebo TV film a na cenu Emmy v kategorii nejlepší minisérie.

## Obsazení
| Amy Irving          | Anna Anderson            |
| Olivia de Havilland | Maria                    |
| Rex Harrison        | Cyril Romanov            |
| Jan Niklas          | Erich                    |
| Nicolas Surovy      | Markov                   |
| Susan Lucci         | Darya Romanoff           |
| Elke Sommer         | Isabel Von Hohenstauffen |
| Edward Fox          | Dr. Hauser               |
| Omar Sharif         | Nicholas II              |
| Christian Bale      | Alexei                   |
| Tim McInnerny       | Yakovlev                 |